# Desporto de Timor-Leste
Timor Leste é um país relativamente novo. Como um dos países mais pobres do mundo, as atividades atléticas são limitadas no nível profissional.

## Associações desportivas internacionais
Timor-Leste pertence a várias associações desportivas internacionais, incluindo o Comité Olímpico Internacional (COI). O conselho do COI concedeu total reconhecimento ao Comité Olímpico de Timor Leste (COTL). O COI permitiu que uma simbólica equipe de quatro membros do Timor Leste participasse dos Jogos de Sydney em 2000 sob a bandeira olímpica como "Atletas Olímpicos Independentes". A Federação Timor-Leste de Atletismo aderiu à Associação Internacional das Federações de Atletismo (IAAF). A Federação de Badminton de Timor-Leste juntou-se à Federação Internacional de Badminton (IBF) em abril de 2003. A Federação de Ciclismo de Timor-Leste aderiu à Union Cycliste Internationale. A Confederação do Desporto de Timor Leste também aderiu à Federação Internacional de Halterofilismo. Timor-Leste é também membro titular da Federação Internacional de Ténis de Mesa (ITTF). Em setembro de 2005, a Seleção Timorense de Futebol ingressou na FIFA e a seleção nacional de basquetebol de Timor-Leste ingressou na na FIBA em 2013.

## Participação em eventos internacionais
Timor Leste participou em vários eventos desportivos internacionais. Embora os atletas tenham voltado sem medalhas, os atletas timorenses tiveram a oportunidade de competir com outros atletas do sudeste asiático nos Jogos do Sudeste Asiático de 2003, realizados no Vietname em 2003. Nos Jogos Paraolímpicos da ASEAN de 2003, também disputados no Vietname, o Timor-Leste conquistou a medalha de bronze. Nos Jogos Olímpicos de Atenas 2004, seis atletas participaram de três modalidades: atletismo, levantamento de peso e boxe). Timor Leste ganhou três medalhas em Arnis nos Jogos do Sudeste Asiático de 2005. Timor-Leste foi uma das nações a competir nos primeiros Jogos da Lusofonia, conquistando a medalha de bronze na competição de voleibol feminino (terminando em terceiro lugar em três equipas, apesar de ter perdido os três jogos em que competiu). Em 30 de outubro de 2008, o Timor-Leste conquistou os seus primeiros pontos internacionais em uma partida da FIFA com um empate 2 a 2 contra o Camboja.